# 더르바르 광장

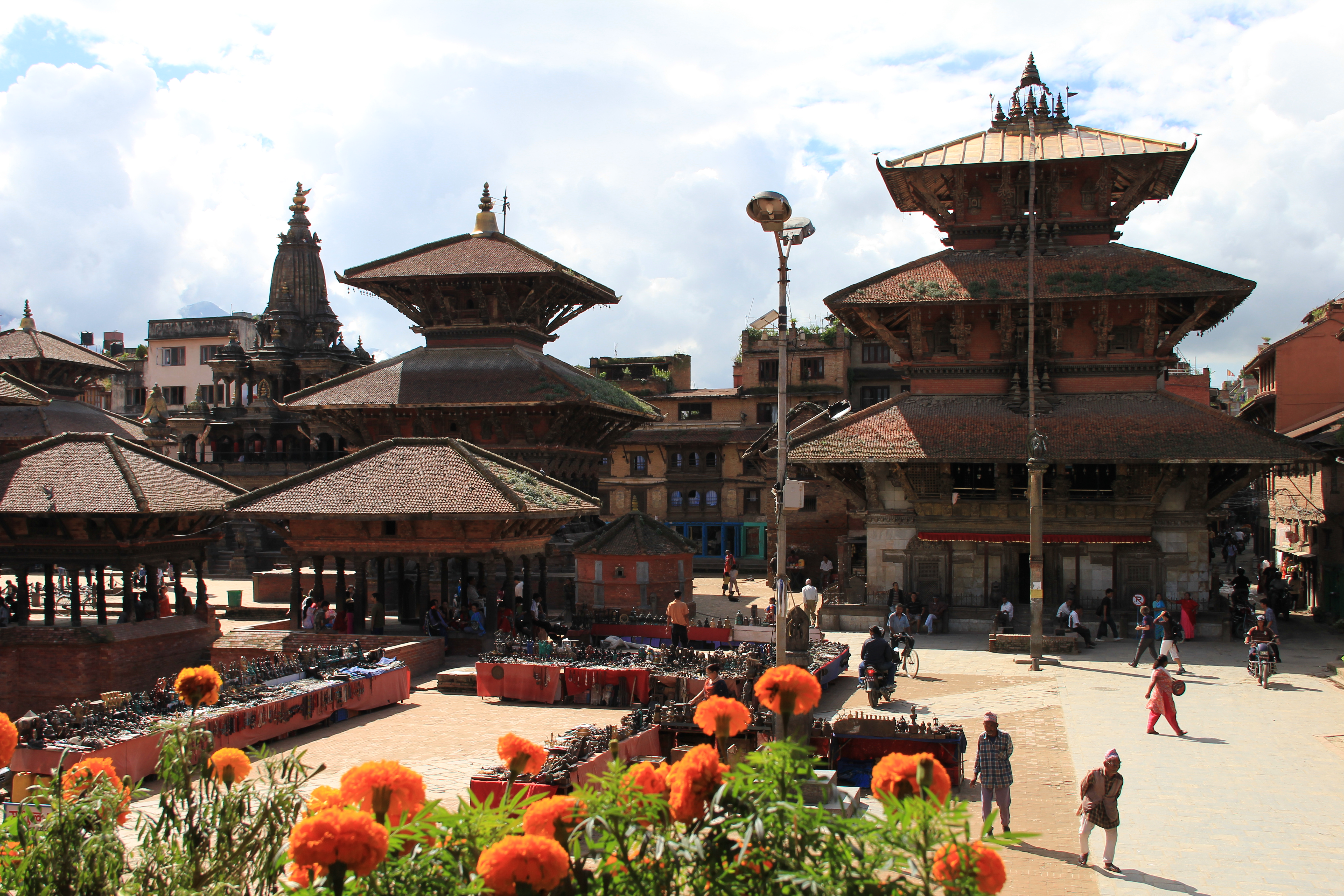

더르바르 광장은 네팔의 광장이다. 카트만두(카트만두 더르바르 광장), 파탄(랄릿푸르, 파탄 더르바르 광장), 박타푸르(박타푸르 더르바르 광장)에 위치한 광장이 제일 유명하다.
카트만두에 있는 더르바르 광장은 시내 중심에 위치하고 있으며 고대 네팔 왕궁이 이곳에 있어 허누만 도카 궁전광장이라고 불리기도 한다. 허누만은 원숭이 신을 의미하는데 궁전의 중앙 입구 오른편에 붉은 칠을 한 원숭이 석상이 있다. 원숭이 신은 더르바르 광장의 수호신 역할을 하고 있는데, 지금도 많은 힌두교인이 찾고 있다. 더르바르 광장은 옛 왕궁 외에도 살아있는 신이라고 불리는 꾸마리가 살고 있는 곳으로도 유명하다.

## 같이 보기
- 카트만두 더르바르 광장
- 파탄 더르바르 광장
- 박타푸르 더르바르 광장